# Xu Anqi
Xu Anqi (în chineză: 许安琪 Xǔ Ānqí) (n. 23 ianuarie 1992, Nanjing, Republica Populară Chineză) este o scrimeră chinezoaică specializată pe spadă. 
La Campionatul Mondial din 2011 echipa Chinei, din care face parte, a fost învinsă de România în finala și s-a mulțumit cu argintul. A fost laureată cu aur la Jocurile Olimpice de vară din 2012 de la Londra și cu argint la Campionatul Mondial din 2013 de la Budapesta, tot pe echipe. A cucerit medalia de bronz la World Combat Games din 2013 după ce a dispus de Ana Maria Brânză în finala mică.